# Olympic Explorer
L’Olympic Explorer est un navire de croisière construit en 1999 par les chantiers Blohm & Voss de Hambourg pour la Royal Olympic Cruises. Lancé le 19 mai 2000, il n’est mis en service qu’en avril 2002 car la compagnie le refuse dans un premier temps à cause de problèmes techniques, puis l’accepte lorsque les problèmes sont résolus. Il est aujourd’hui en service sous le nom d’Explorer pour la compagnie Explorer Maritime LLC.

## Histoire
L’Olympic Explorer est un navire de croisière construit en 1999 par les chantiers Blohm & Voss de Hambourg pour la Royal Olympic Cruises. Il est lancé le 19 mai 2000 et effectue ses essais en mer en mars 2001. Le mois suivant, il est renommé Olympia Explorer. Le 27 avril 2001, la compagnie Royal Olympic Cruises le refuse à cause de problèmes techniques et remet en service l’Apollon pour effectuer les croisières prévues pour l’Olympia Explorer. Le 25 avril 2002, le navire est mis en service pour la Royal Olympic Cruises, les problèmes justifiant le refus du navire l’année précédente ayant été réglés. La même année, Royal Olympic Cruises devient Royal Olympia Cruises.
Le 28 juin 2004, le navire est vendu à la compagnie Stella Maritime qui le renomme Explorer et la fait naviguer sous pavillon bahaméen. En décembre 2007, il est vendu à la compagnie monégasque Explorer Maritime LLC pour laquelle il est encore en service aujourd’hui.